# Barbudet frontvermell
El barbudet frontvermell (Pogoniulus pusillus) és una espècie d'ocell de la família dels líbids (Lybiidae).

## Descripció
- Ocell poc esvelt, amb 9 – 10.5 cm de llarg, amb coll curt, cap gran i cua curta. Escàs dimorfisme sexual.
- Dors negre amb vetes de grogues i blanques i un pegat daurat a l'ala. El seu cap és negre amb vires blanques i una taca vermella que ocupa la part davantera del capell. Parts inferiors i carpó groc llimona.
- Els joves no tenen la taca vermella del cap.

## Subespècies
S'han descrit tres subespècies:
- P. p. affinis (Reichenow, 1879). Est de Sudan del Sud, Somàlia, sud d'Uganda i Tanzània.
- P. p. pusillus (Dumont, 1805). Des de Moçambic fins a l'est de Sud-àfrica.
- P. p. uropygialis (Heuglin, 1862). Des d'Eritrea fins al centre d'Etiòpia i nord de Somàlia.